# Beaumesnil (Eure)
Beaumesnil település Franciaországban, Eure megyében. Lakosainak száma 500 fő (2018. január 1.).

## Népesség
A település népességének változása:
| Lakosok száma | 548  | 512  | 513  | 527  | 562  | 542  | 546  | 4857 | 509  | 500  |
|               | 1962 | 1968 | 1975 | 1990 | 1999 | 2008 | 2013 | 2016 | 2017 | 2018 |